# マリア・デ・ジェズス
マリア・デ・ジェズス・ドス・サントス（Maria de Jesus dos Santos、1893年9月10日 - 2009年1月2日）は、ポルトガル歴代最高齢の女性。日本の報道ではマリア・デジェズスと表記されることもある。 
2006年8月から死去するまでヨーロッパ最高齢の人物で、2008年11月26日にエドナ・パーカーが死去したことに伴い世界最高齢、並びに1893年生まれ最後の生き残りとなった。ポルトガル人としては長寿世界一になった唯一の人物である。 

## 略歴
1893年、ポルトガル王国のサンタレン県オウレンオリヴァルでマリア・デ・ジェズスとして生まれる。子供の頃に事故により片目が盲目になっていた。12歳から農婦になり、学校に行ったことはなかった。1919年にジョゼ・ドス・サントスと結婚し、5人の子供を産む。死去時点で5人の内、3人が存命していた。孫が11人、曾孫が16人、玄孫が6人いた。1951年に夫は死去。生涯で1度しか病院を訪れたことはなく、歩行に難があること以外は非常に健康であったという。世界最高齢になった時点でも健康ではあったが盲目と難聴に悩まされていたという。しかし訪問者に手を振ることなどは可能で、人の助けを借りれば歩行も可能だったという。日光浴を好み、たばこやアルコールを使ったことは一度もなく、肉を食べたこともなかったという。リスボン国際博覧会に訪れたこともあり、この博覧会に来場した最高齢の人物であった。
2009年1月2日、救急車で病院に搬送されている途中に敗血症性ショックによる多臓器不全のため死去。115歳114日没。

## 長寿記録
- 2005年7月25日、マリア・ド・クート・マイア＝ロペス（ポルトガル語版）の死去に伴いポルトガル最高齢となる。
- 2006年8月12日、カミーユ・ルイーズの死去に伴い、ヨーロッパ最高齢となる。
- 2008年6月11日、マリア・ド・クート・マイア＝ロペスの年齢を抜き、ポルトガル最高齢となる。
- 2008年11月26日、エドナ・パーカーの死去に伴い、世界最高齢となる。